# Water integrator
Water Integrator era uma máquina analógica União Soviética construída em 1928.
Máquinas de água analógicas foram usadas até a década de 1980 na União Soviética.